# Giro delle Fiandre 1933
Il Giro delle Fiandre 1933, diciassettesima edizione della corsa, si svolse il 2 aprile 1933 su un percorso di 227 km. Fu vinto dal belga Alphons Schepers, al traguardo con il tempo di 6h51'00", alla media di 33,140 km/h, davanti ai connazionali Léon Tommies e Romain Gijssels.
I ciclisti che partirono da Gand furono 164 mentre coloro che tagliarono il traguardo a Wetteren furono 40.

## Ordine d'arrivo (Top 10)
| Pos. | Corridore             | Squadra        | Tempo    |
| ---- | --------------------- | -------------- | -------- |
| 1    | Alphons Schepers      | La Française   | 6h51'00" |
| 2    | Léon Tommies          | Alcyon         | s.t.     |
| 3    | Romain Gijssels       | Dilecta        | s.t.     |
| 4    | Alfons Deloor         | Dilecta        | s.t.     |
| 5    | Joseph Lambet         | Dilecta        | s.t.     |
| 6    | Léon Louyet           | Génial Lucifer | s.t.     |
| 7    | Emiel Decroix         | Depas          | s.t.     |
| 8    | Georges Lemaire       | Depas          | s.t.     |
| 9    | Jozef-Hubert Horemans | Dilecta        | s.t.     |
| 10   | Sylvère Maes          | Alcyon         | s.t.     |